# Проспект Маршала Голикова
Проспе́кт Ма́ршала Го́ликова — одна из основных транспортных магистралей города Кургана, Россия.

## Расположение
Проспект проходит с запада от улицы Мостостроителей на восток. Является основной транспортной артерией крупного спального района — Заозёрного. По обеим сторонам улицы расположены большинство микрорайонов, на которые делится Заозёрный район — № 2, 3, 4, 5, 6 и 7.
Является южной границей района Рябково.
Представляет собой автомагистраль с разделительной полосой в виде широкого газона.

## История
18 февраля 1981 назван в честь уроженца Курганской области маршала Ф. И. Голикова.

### Пересекает улицы
- Улица им. М.Н. Бурова-Петрова
- Проспект Машиностроителей
- Улица им. Е.В. Родькина
- Улица им. Г.А. Илизарова
- Первомайский проспект
- Улица им. Т.С. Мальцева
- Улица Мостостроителей

## Транспорт
По проспекту осуществляют пассажирские перевозки автобусы, до 29 апреля 2015 года были и троллейбусы.

### Остановки общественного транспорта
| Название            | Номера маршрутов автобуса                                        |
| ------------------- | ---------------------------------------------------------------- |
| 3 микрорайон        | 28, 36, 51, 55, 57, 58, 66, 71, 73, 74, 77, 93, 304, 309, 366    |
| КЦ «Современник»    | 28, 36, 51, 55, 57, 58, 66, 71, 73, 74, 77, 93, 304, 309, 366    |
| 5 микрорайон        | 28, 36, 51, 55, 57, 58, 66, 71, 73, 74, 77, 93, 304, 309, 366    |
| 7 микрорайон        | 28, 36, 51, 55, 57, 58, 66, 71, 73, 74, 77, 93, 304, 309, 366    |
| Илизарова           | 28, 36, 51, 55, 57, 58, 66, 71, 73, 74, 77, 93, 304, 309, 366    |
| ГИБДД               | 36, 54, 55, 57, 65, 66, 71, 73, 77, 139, 239, 252, 304, 321, 366 |
| ТЦ «Дома»           | 36, 54, 55, 57, 65, 66, 71, 73, 77, 304, 321, 366                |
| Ул. Бурова-Петрова  | 36, 71, 73                                                       |
| Транссельхозтехника | 321                                                              |
| ГУП «Лён Зауралья»  | 321                                                              |

### Железнодорожный транспорт
- Платформа 352 км

## Общественно-значимые здания
- № 25 — Управление ГИБДД Управления МВД по Курганской области
- № 27в — Испытательно-пожарная лаборатория, судебно-экспертное учреждение по Курганской области
- № 39 — Курганская ТЭЦ-2